# 1991 في المجر
فيما يلي قوائم الأحداث التي وقعت خلال عام 1991 في المجر.

## رياضة
- 11 أغسطس – جائزة المجر الكبرى 1991 الفائز آيرتون سينا.

## مواليد

### أبريل
- 11 أبريل – دورا دياكي لاعبة كرة يد مجرية.

### يونيو
- 24 يونيو – أكوش باستور لاعب كرة يد مجري.

### يوليو
- 31 يوليو – ريكا لوكا جاني لاعبة كرة مضرب مجرية.

### أغسطس
- 7 أغسطس – تيبور جازداج لاعب كرة يد مجري.

### أكتوبر
- 28 أكتوبر – إمري بالوغ لاعب شطرنج مجري.

### نوفمبر
- 5 نوفمبر – لاسلو بارتوس لاعب كرة يد مجري.

## وفيات

### مارس
- 18 مارس – فيلما بانكي (مواليد 1901)

### أبريل
- 24 أبريل – يوجيف بالينكاش (مواليد 1912) لاعب كرة قدم مجري.

### مايو
- 14 مايو – ألادار غيريفيتش (مواليد 1910) مسايف مجري.

### ديسمبر
- 10 ديسمبر – غيورغي سوتش (مواليد 1912) لاعب كرة قدم مجري.